# Darwinius
Darwinius is een geslacht van basale primaten uit het Eoceen. Er is slechts een fossiel bekend, dat 'Ida' genoemd is en ongeveer 47 miljoen jaar oud is. Dit fossiel werd in 1983 gevonden in de fossielenvindplaats Groeve Messel bij het Duitse Messel. Het werd in twee stukken verkocht, die pas in 2006 weer bij elkaar werden gebracht. Het geslacht Darwinius werd in 2009 naar Charles Darwin genoemd om diens tweehonderdste geboortejaar te vieren. Tot nu toe is slechts een soort bekend: Darwinius masillae, mede genoemd naar de vindplaats.
Darwinius wordt door de beschrijvers gezien als een belangrijke overgangsvorm in de evolutie van de primaten in de tijd dat de vroege primaten zich in twee claden splitsten: de apen enerzijds en de halfapen anderzijds. Uit de eerste groep zouden veel later ook de mensachtigen evolueren. Op deze interpretatie was onmiddellijk veel kritiek.

## Ontdekking, onderzoek en publicatie van het holotype

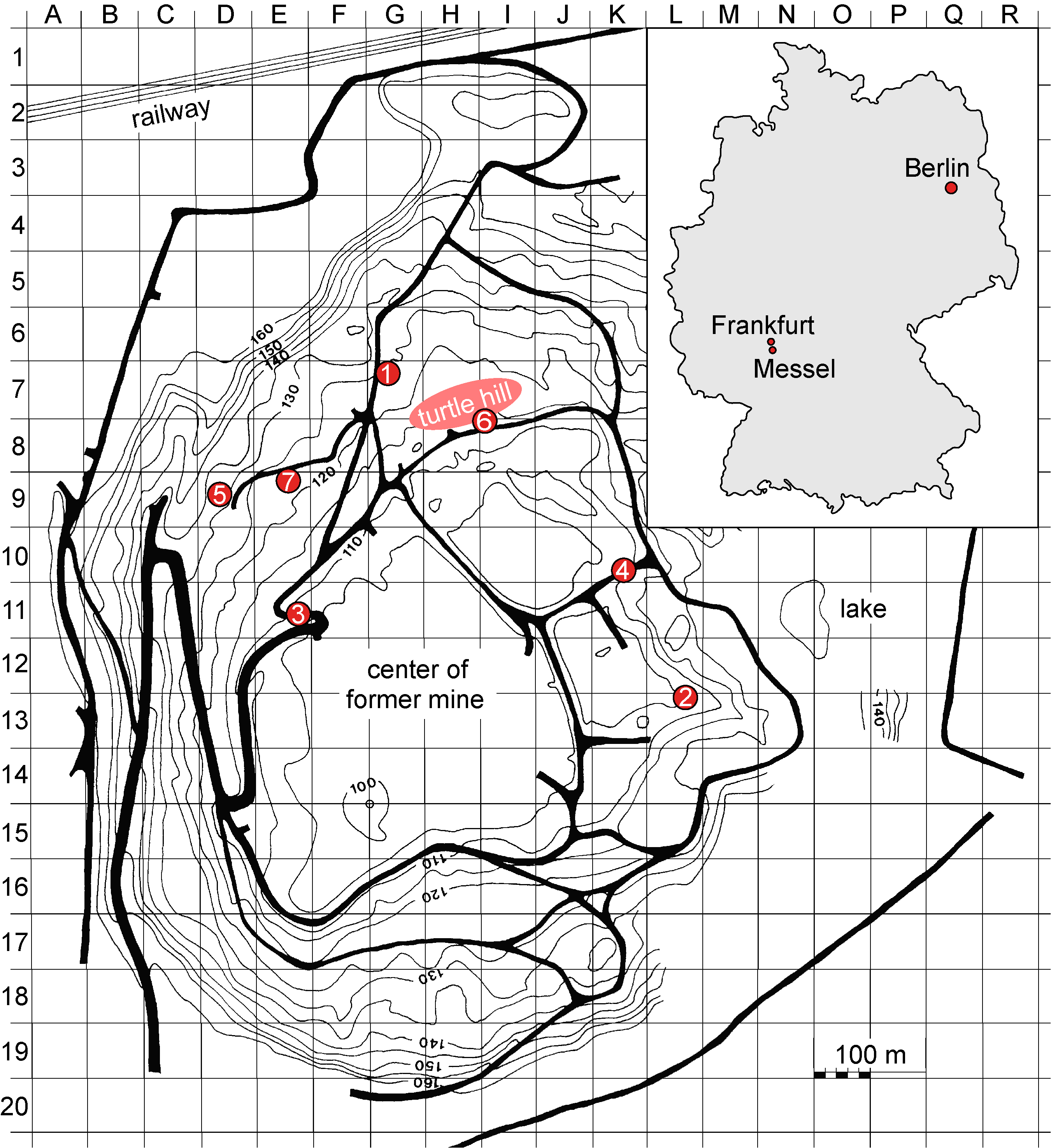
Darwinius werd gevonden op punt 6 onder de Schildkrötenhügel

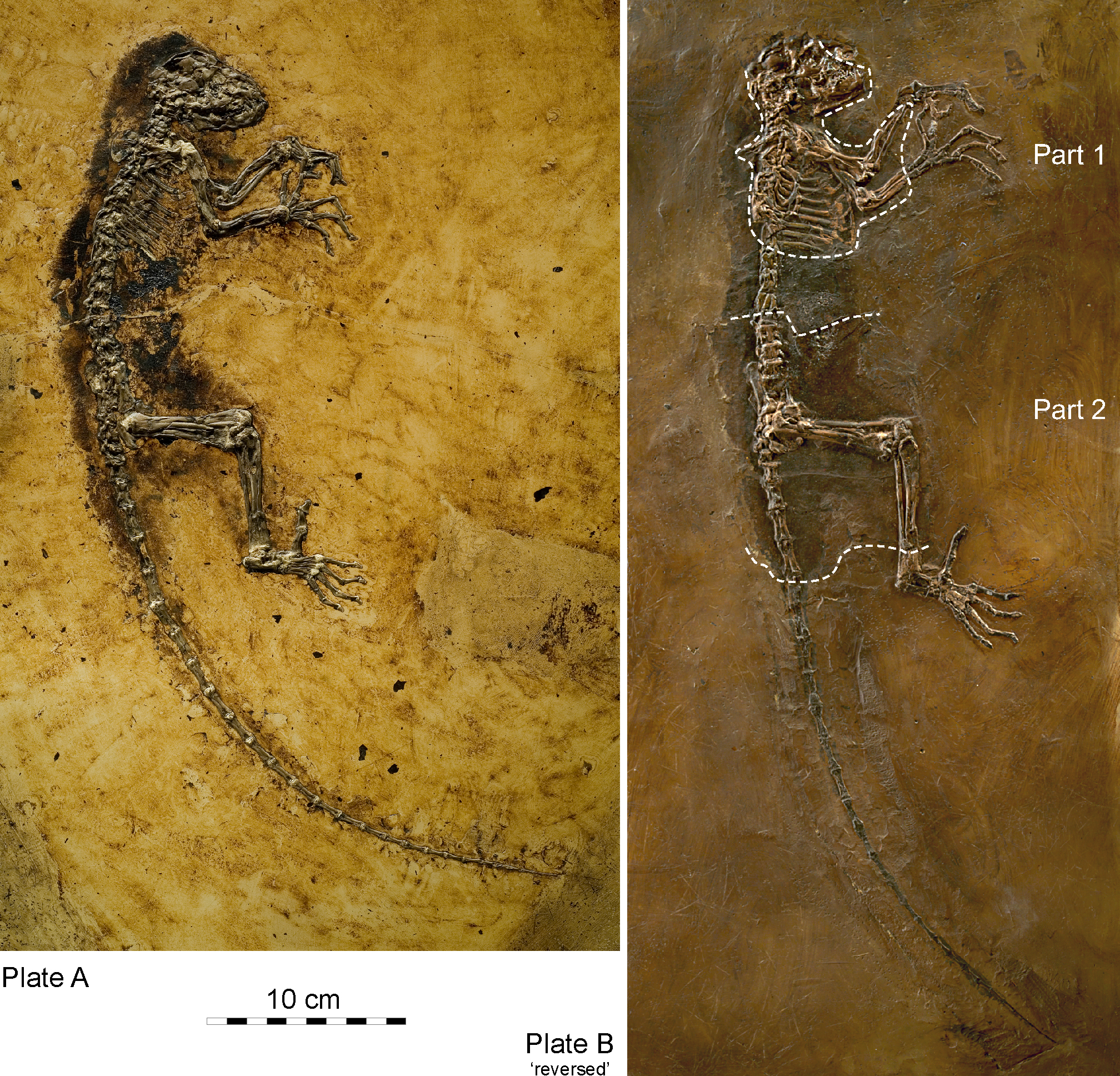
Twee op elkaar horende stenen platen (specimina PMO 214.214 en rechts het vervalste WDC-MG-210) van het fossiele holotype van Darwinius masillae

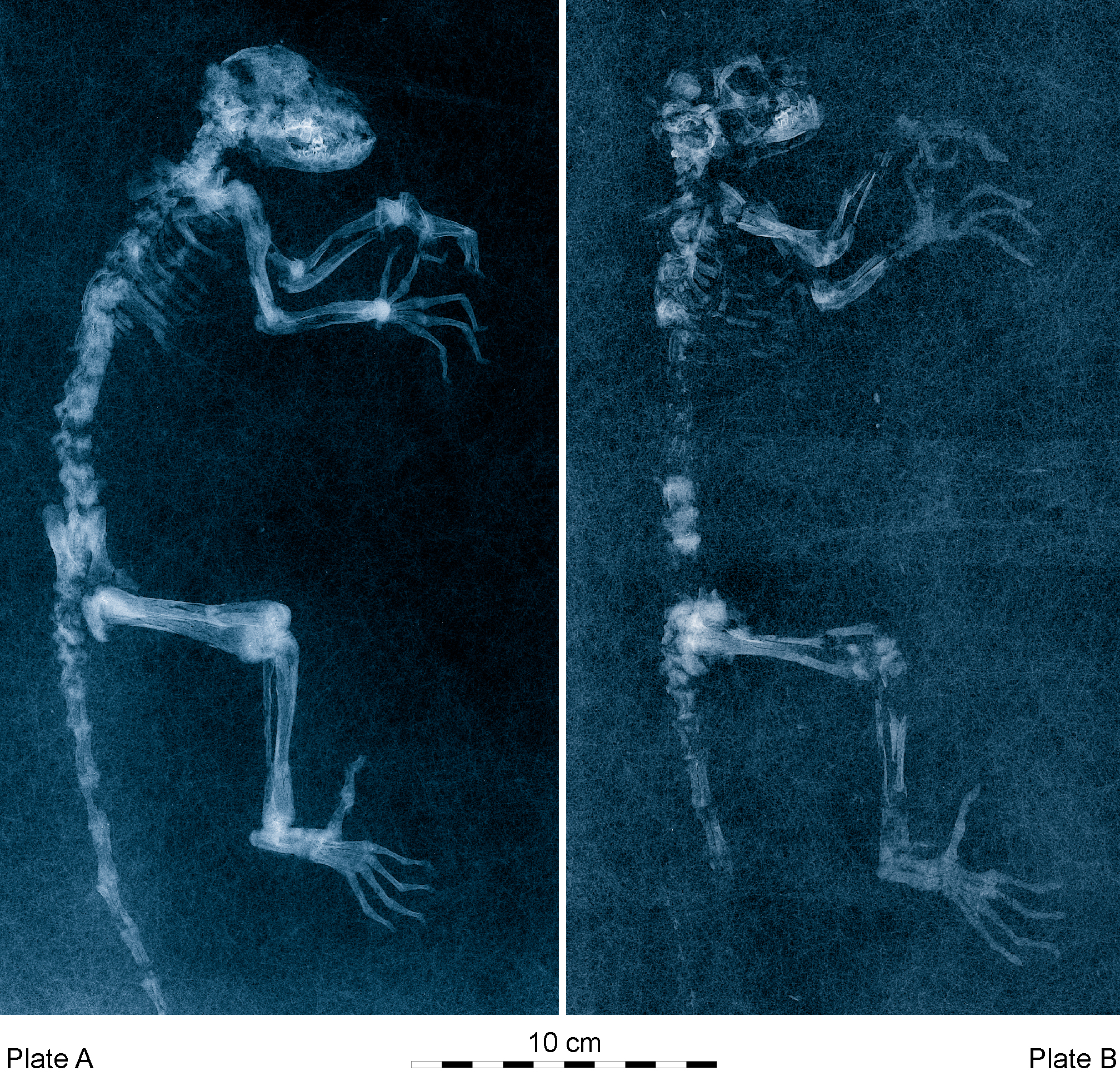
Röntgenfoto's van het fossiele holotype van Darwinius, waarbij de op de rechterplaat duidelijk te zien is dat bij de vervalsing delen van positie zijn veranderd

Het holotype bestaat uit twee delen van een gespleten plaat: PMO 214.214 en B WDC-MG-210, afkomstig uit de Messelformatie uit het Lutetien (vroeg Midden-Eoceen, 47 miljoen jaar oud).
Het fossiel werd in 1983 opgegraven, vermoedelijk illegaal. Na splijting gingen beide platen hun eigen weg. PMO 214.214 kwam in de collectie terecht van de Duitse verzamelaar Thomas Perner. Het belang van het fossiel werd voor het eerst ingezien door Jørn Hurum, een Noorse paleontoloog gespecialiseerd in gewervelden, toen hem in 2006 bij toeval foto's werden getoond op een beurs voor mineralen en fossielen in Hamburg. De plaat werd aangeboden voor één miljoen euro. Hurum kocht het fossiel voor het Naturhistorisk museum in Oslo. Het hele specimen heeft 'Ida' als bijnaam, naar Hurums dochter.
De andere plaat, B WDC-MG-210, werd gebruikt voor een vervalsing: verschillende fossielen werden gebruikt om een vollediger skelet te vormen. De plaat werd in 1991 verworven door Burkhard Pohl, voor het Wyoming Dinosaur Center te Thermopolis, in Wyoming.
Beide platen werden vanaf 2006 twee jaar lang in het geheim bestudeerd door een team van geleerden, waaronder de Amerikaanse paleontoloog Philip Gingerich, een expert op het gebied van primaten verbonden aan de University of Michigan, en medewerkers van het Naturmuseum Senckenberg in Frankfurt.
In 2009 publiceerde het team zijn bevindingen in het vrij toegankelijke elektronische tijdschrift PLoS ONE van de Public Library of Science. Dit leverde meteen problemen op met de geldigheid van de naamgeving, die niet voldoet aan de eisen van het ICZN: schriftelijke publicatie of het deponeren van identieke kopieën in vijf bibliotheken. Dergelijke publicaties in elektronische tijdschriften hadden al eerder vragen opgeroepen en het ICZN maakte bij deze gelegenheid duidelijk dat zelfs het deponeren van een schriftelijke kopie onvoldoende was, omdat die niet identiek kon zijn aan een elektronische publicatie. Op 21 mei 2009 werd voor dit geval een oplossing gevonden door het artikel alsnog in een kleine gedrukte oplage van vijftig exemplaren te laten verschijnen.
Een volgend probleem vormde de kwaliteit van de collegiale toetsing, ofwel peer review, bij Plos ONE. De auteurs verhoogden de publiciteitswaarde van de vondst met de bewering dat Darwinius een missing link zou zijn in de evolutie van de mens. Deze stelling werd echter volgens velen naar de huidige wetenschappelijke normen onvoldoende onderbouwd. Dit zou er dan op duiden dat de selectieprocedure bij het tijdschrift niet streng genoeg was.

## Naamgeving
De naam van de soort is Darwinius masillae. De geslachtsnaam eert Charles Darwin door de gelatiniseerde vorm van zijn naam te gebruiken, naar aanleiding van diens tweehonderdste geboortejaar. De soortaanduiding verwijst naar de vindplaats, Messel en geeft het genitief van de Latijnse naam daarvoor: Masilla. Het geslacht is tot nu toe monospecifiek: Darwinius masillae is erbinnen de enige benoemde soort.

## Beschrijving
Het holotype is een fossiel dat voor vijfennegentig procent compleet is, alleen de onderkant van de linkerachterpoot en het puntje van de snuit ontbreken. Behalve de beenderen zijn van het fossiel omzettingsresten van zacht weefsel en de vacht bewaard gebleven. Ook zijn de resten te zien van Ida's laatste maal van vruchten en bladeren. Dit maakt het holotype tot een van de best bewaarde primatenfossielen die ooit gevonden zijn. Uit de Grube Messel waren tot dan toe alleen fragmentarische primatenskeletten bekend. De botten zijn wel licht in elkaar gedrukt en, omdat ze niet uit de plaat geprepareerd zijn, moet veel informatie uit de röntgenfoto's afgeleid worden.
Het holotype heeft een lengte van ongeveer 58 centimeter; 34 centimeter daarvan wordt gevormd door de staart, de schedel is 52 millimeter lang. Het gewicht is moeilijk exact te bepalen maar lag voor het specimen rond de 500 gram; een volwassen exemplaar zou 650 à 900 gram gewogen hebben.

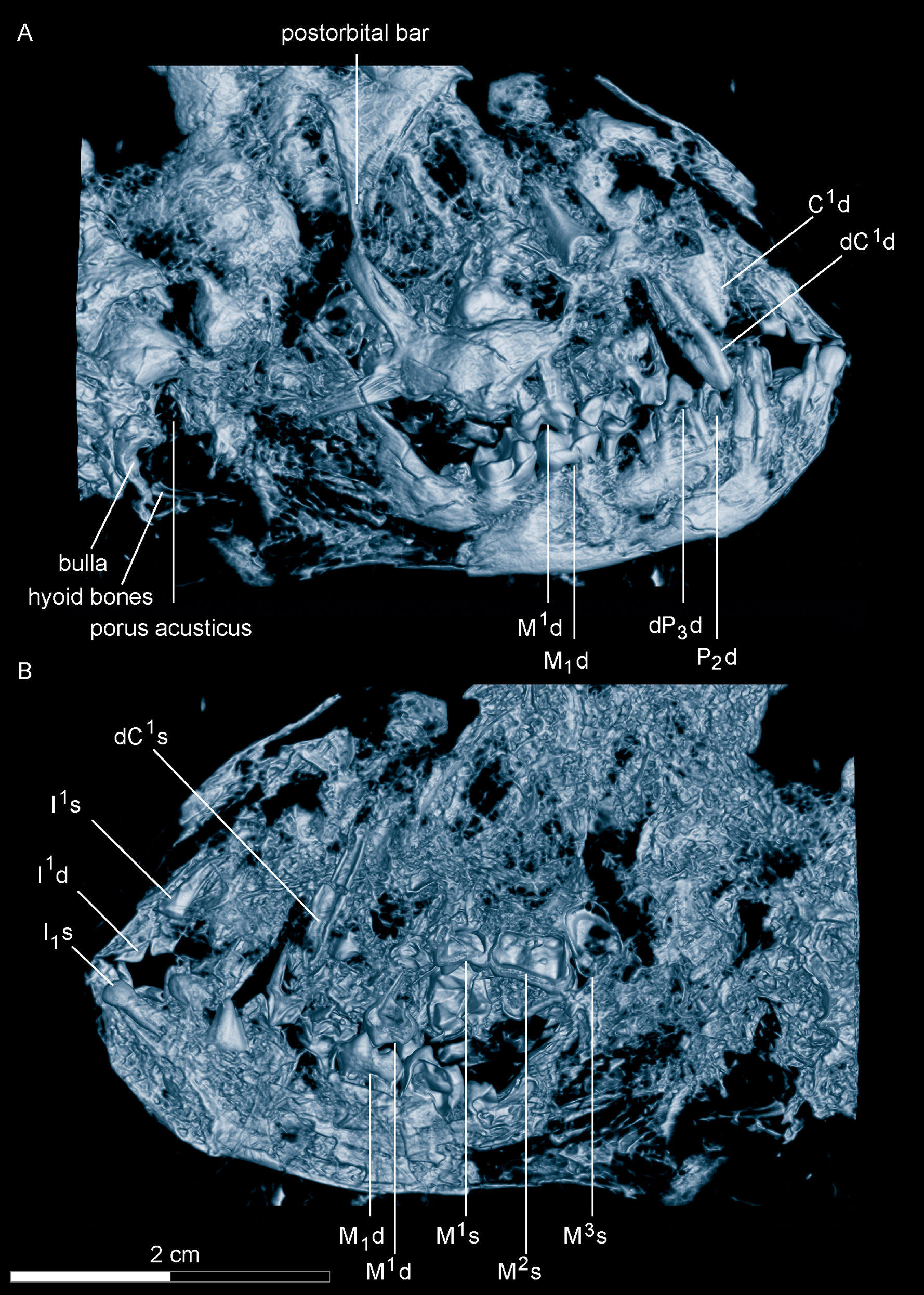
Röntgenfoto van de schedel

Bij de schedel is de snuit kort, het aangezicht plat en zijn de oogkassen groot. Digitale reconstructies van het gebit van Ida laten zien dat er onvolgroeide vaste kiezen (molaren) in de kaak aanwezig zijn, terwijl het melkgebit aan het wisselen was. Hieruit wordt afgeleid dat ze ongeveer negen à tien maanden oud was, of het equivalent van een negen jaar oude mens, en dus een juveniel dier op ongeveer vijfentachtig procent van de volwassen grootte. Volwassenheid zou rond het derde jaar bereikt zijn en de maximumleeftijd was zo'n twintig jaar. Uit de vorm van het gebit kan iets over het dieet worden afgeleid: de gekartelde tanden zijn typisch voor een dieet van bladeren en zaden. Dankzij het (zeldzame) feit dat de maaginhoud bewaard gebleven is, wordt dit bevestigd.
De wervelkolom bestaat uit zeven halswervels, eenentwintig ruggenwervels en eenendertig staartwervels; misschien ontbreken er van de laatste nog twee. De staart kon niet als grijpstaart functioneren.
De voorpoten hebben vijf vingers, waarbij de duim tegenover de andere vingers geplaatst kan worden zoals bij mensapen. Dit kwam van pas bij het klimmen en verzamelen van vruchten. De armen zijn relatief beweegbaar en de achterpoten relatief kort. De onderarm is relatief kort, even lang als de bovenarm. De hand is tamelijk groot en draagt nagels. Op de röntgenfoto's is te zien dat Ida's rechterpols van een botbreuk herstelde; dit kan mogelijk ook hebben bijgedragen aan haar dood. Net als bij andere fossielen die in de Groeve Messel gevonden zijn, wordt echter vermoed dat Ida naar het meer, dat zich in het Eoceen ter plekke van de groeve bevond, gekomen was om te drinken, en daar stikte na het inademen van kooldioxiderijke vulkanische dampen. Nadat ze bewusteloos raakte viel ze in het water en zonk naar de bodem van het meer. Vanwege de anoxische omstandigheden op de bodem — bacteriën hebben daardoor niet alles verteerd — is haar fossiel na 47 miljoen jaar in opmerkelijk goede staat gebleven.
De afwezigheid van een penisbot, terwijl de compleetheid van het skelet het waarschijnlijk maakt dat het indien aanwezig bewaard zou zijn gebleven, geeft aan dat Ida vermoedelijk van het vrouwelijk geslacht moet zijn geweest.
Doordat de omtrek van de zachte delen gedeeltelijk bewaard is gebleven kan gezien worden dat de spieren krachtig waren en de oren klein.

## Taxonomie
Het eerste wat de beschrijvers deden was bekijken of het fossiel niet aan een al bekende soort moest worden toegeschreven. Darwinius verschilt echter in tandvorm van de verwante Europolemur, Caenopithecus en Cercamonius; van Godinotia in de proporties van de ledematen. De tweede plaat was door Jens Franzen eerst aan Caenopithecus en in 2000 aan Godinotia toegeschreven.
Darwinius werd geplaatst in de Notharctidae en meer bepaald de Cercamoniinae, die dus al van andere soorten bekend waren. De veel betere conservering van Darwinius zou volgens de beschrijvers echter een aantal gegevens opgeleverd hebben die het mogelijk zou maken een oud strijdpunt op te lossen over de positie van de nog meer omvattende groep van de Adapoidea. Volgens de meeste paleontologen bestaat er een hoofdgroep binnen de primaten, de Haplorhini, waarbinnen de spookdiertjes aan de ene kant en de apen (en daarmee mensapen inclusief mensen) aan de andere kant zustergroepen zijn. De Adapoidea zouden behoren tot de andere hoofdtak binnen de primaten, de Strepsirrhini ofwel halfapen, waartoe ook de huidige lemuren behoren. Sommige geleerden echter, waaronder medeauteur van het beschrijvende artikel Philip Gingerich, hangen een alternatieve hypothese aan, volgens welke de apen de zustergroep zijn van de Adapoidea.
Het grotere aantal kenmerken dat bij Darwinius kan worden vastgesteld, zou een betere zogenaamde kladistische analyse kunnen opleveren van dit vraagstuk. Op basis van alle bekende kenmerken van de verschillende groepen kan dan exact worden berekend welke stamboom, gezien de nieuw geëvolueerde eigenschappen die bepaalde groepen delen, het waarschijnlijkst is. De auteurs hebben in het artikel inderdaad een lijst van relevante eigenschappen gegeven. Die vermeldt geen nieuwe kenmerken die Darwinius met de Strepsorrhini deelt maar wel zes van zulke zogenaamde synapomorfieën met de Haplorhini. Op basis hiervan maakten de auteurs aan de pers bekend dat Darwinius een doorbraak had opgeleverd in deze kwestie en aldus een 'ontbrekende schakel' vormde in de menselijke evolutie door aan te tonen dat de Adapoidea later dan de spookdiertjes zijn afgesplitst van de tak die naar de mens zou leiden en aldus tot de Haplorhini behoren.
Hierop werd onmiddellijk veel kritiek uitgeoefend. Het eerste bezwaar was dat een begrip als missing link eigenlijk verouderd was. Darwinius zelf was tenslotte vrijwel zeker geen directe voorouder van de mens en de nieuwe positie van de Adapoidea vulde niet zozeer een hiaat als dat het de ene zustergroep door een andere verving. Een tweede probleem was dat de kladistische analyse nog helemaal niet was uitgevoerd. De vermelde kenmerken vormen slechts een mogelijke selectie en welke daarbinnen werkelijk synapomorfieën zijn, kan pas achteraf worden vastgesteld. Zo werd als synapomorfie gegeven dat Darwinius geen teen heeft die gespecialiseerd is voor vlooien en het ontbreken van een samengegroeide rij tanden (een tandenkam) in de onderkaak. Of deze echt als synapomorfieën kunnen gelden, is afhankelijk van de vraag of de voorouders van Darwinius die eigenschappen überhaupt ooit hebben bezeten en dat kan weer alleen worden vastgesteld als we de stamboom als geheel analyseren. Ook de waarde van andere synapomorfieën, zoals een korte snuit en verticale spatelvormige snijtanden, kan dan pas worden bepaald. Het persbericht werd dus als overdreven en voorbarig verworpen, en gezien als een deel van een zorgvuldig georkestreerde mediahype. Een voorbeeld daarvan is dat Google, zoals vaker bij actuele onderwerpen, zijn logo op de homepage op 20 mei tijdelijk aanpaste door er de vorm van het fossiel in te verwerken. Dit leidde weer tot protesten van creationisten

## Levenswijze

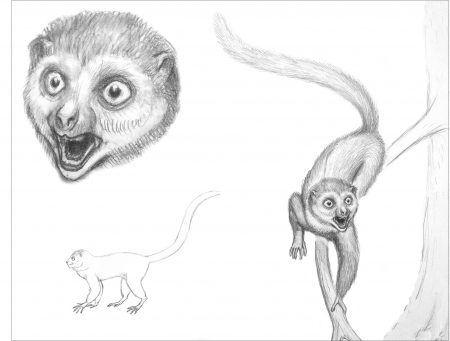
De grote ogen zijn typisch voor een nachtdier

De tandvorm en natuurlijk de teruggevonden maaginhoud, zijn sterke aanwijzingen dat Darwinius een levenswijze had als eter van vruchten en bladeren. Dat wordt ook bevestigd door zijn gewicht: dat overschreed iets de grens waarboven primaten niet meer puur kunnen leven als insecteneter, en bladeren moeten eten om in hun eiwitbehoefte te voorzien.
Uit de proporties van de ledematen kan worden afgeleid dat Darwinius een boombewoner was. Hij toont echter geen aanpassingen voor het springen van tak tot tak. Het klimvermogen was goed. De soort zal zich dus in de boomkruinen noch de onderste takken hebben opgehouden maar in de middelste hoogtelaag van het woud.
De grote oogkassen vormen een aanwijzing dat Darwinius een nachtdier was.